# Escitalopram
Escitalopramul, cunoscut și sub denumirea comercială Cipralex sau Lenuxin este un antidepresiv care aparține clasei inhibitorilor selectivi ai recaptării serotoninei (ISRS), acționând asupra sistemului serotoninergic care se află la nivelul creierului. Este folosit pentru tratarea depresiei majore și anixietății, ajutând la creșterea nivelului de serotonină în creier.

## Utilizări medicale

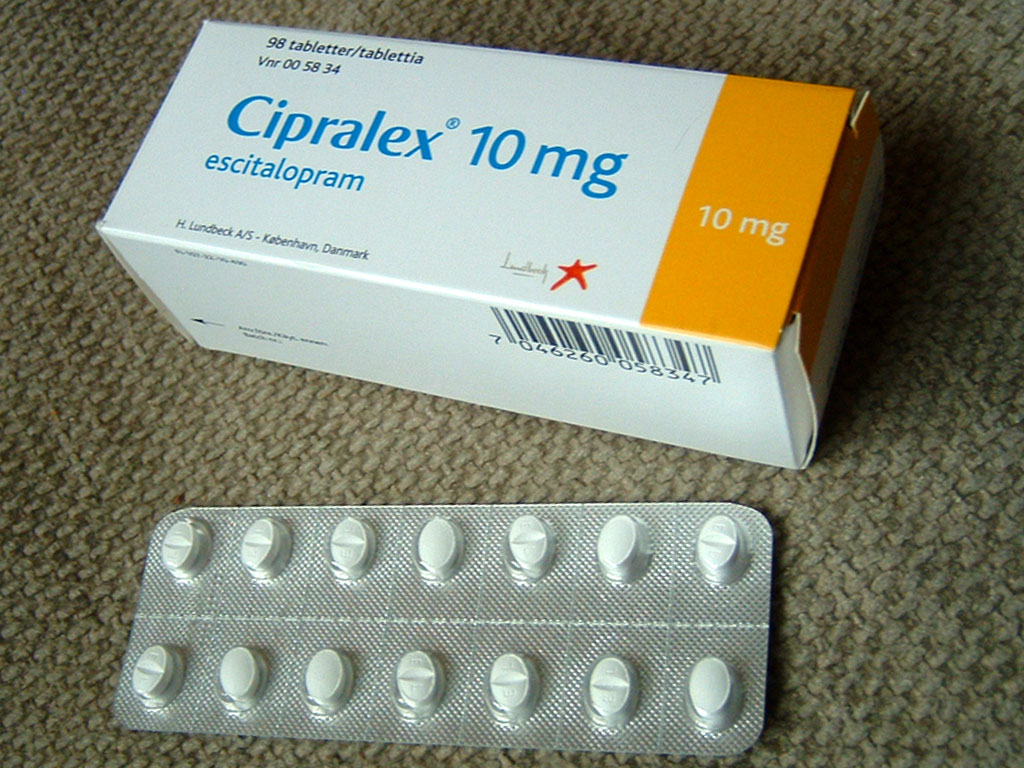
Escitalopram sub denumirea comercială Cirpalex

### Depresie
Escitalopramul este aprobat de către Food and Drug Administration pentru tratarea tulburării depresive majore la adulți și adolescenți și pentru anxietatea generalizată, ajutând la creșterea nivelului de serotonină.

### Sindromul premenstrual
De asemenea, medicamentul poate fi folosit și  pentru tratarea sindromului premenstrual, reducând iritabilitatea și anxietatea.

### Contraindicații
Nu se recomanda administrarea de escitalopram în timpul tratamentului cu isocarboxazidă, tranilcipromină, fenelzină, rasagilină sau selegilină.

## Efecte adverse

### Efecte psihomotorii
În general, cele mai comune efecte secundare ale escitalopramului sunt somnolența și oboseala.

### Disfuncția sexuală
Precum alte medicamente din clasa inhibitorilor selectivi ai recaptării serotoninei, escitalopramul poate cauza simptome de disfuncție sexuală, chiar și după oprirea tratamentului.